# 漢斯島
汉斯岛（伊努特语和格陵兰语：Tartupaluk）是北美洲內爾斯海峽的一个无人岛，面积约为1.3平方（0.50平方英里），长宽约为1,290乘1,199（4,232乘3,934英尺）。如今為加拿大和丹麦王国的一部分，兩國平分島嶼。自14世纪以来，汉斯岛很有可能是因纽特人狩猎场的一部分。
汉斯岛位于内尔斯海峡内肯尼迪海峡的中心；肯尼迪海峡不仅将埃尔斯米尔岛与格陵兰岛北部隔开，同时还将巴芬湾和林肯海连接到一起。汉斯岛是肯尼迪海峡中远离华盛顿兰的三个岛屿中面积最小的那个；另外两个岛屿分别是富兰克林岛和克洛泽岛。由于此处海峡宽度仅35（22英里），因此汉斯岛同时位于加拿大和格陵兰（丹麦王国）的领海内。一条理论上的海峡中线贯穿汉斯岛。加拿大和丹麦所代表的格陵兰自治政府都宣称拥有该岛的全部主权；直到2022年6月14日，两国同意将这个有争议的岛屿一分为二。根据《格陵兰自治条约》，丹麦将代表整个丹麦王国处理某些外交事务，例如边界争端。
隨著漢斯島分治落實，該島的邊界成為了加拿大和丹麥之間唯一的陸路邊界，而因為該邊界的產生，改變了兩國原本只與一個國家陸地接壤的歷史。
加拿大距离汉斯岛最近的人类定居点是阿勒特，此处距离汉斯岛198（123英里），人口有62人；而格陵兰距离汉斯岛最近的人类定居点是肖拉帕卢克和卡纳克，它们分别距离汉斯岛349（217英里）和379（235英里），并各有人口68人和656人。

## 名称由来
汉斯岛以汉斯·亨德里克的名字命名，而他的格陵兰语原名是“苏尔萨克（Suersaq）”。汉斯是一名北极探险家和翻译，他在1853年到1876年期间参与了美国和英国探险家以利沙·肯特·凯恩、查尔斯·弗兰西斯·霍尔、艾萨克·伊斯雷尔·海耶斯和乔治·奈尔斯分别组织的探险活动。
在2005年之前，汉斯岛都被认为是由查尔斯·弗兰西斯·霍尔在1871年到1873年的第三次北极探险期间所命名的。而首次在书面提及该名称及这个岛屿本身是在查尔斯·亨利·戴维斯所著并于1976年出版的《北极探险记述（Narrative of the North Polar expedition）》，这是一本对霍尔第三次北极探险进行描述的书。汉斯岛的名字出现在第407页上，而之前没有其他书籍提及过这个名字。而汉斯岛的坐标也出现在随书附赠的地图上，这也是其首次被制作在地图上。
查尔斯·亨利·戴维斯写道：
船被绑在一块大漂冰上，带着全套装备慢慢地沿着航道漂流；中午时分，她离汉斯岛非常接近，就在它的西边。此时观测的岛屿坐标为北纬80°48′，西经68° 38′。船继续漂流，在晚上7点位于汉斯岛与富兰克林岛之间，两者相距10英里。 我们在203英寻的深度对它进行了探测， 发现其底部是黑色石灰岩。
这段内容指的是北极星号沿肯尼迪海峡向南返航的见闻，不过这依旧没有回答汉斯岛是何时被命名的。随船医生兼探险队科学部门负责人埃米尔·贝塞尔斯在他的著作《美国北极探险队（Die Amerikanische Nordpol-Expedition）》（1879年出版）中也提到了该岛。他讲述道，1871年8月29日，北极星号在通过肯尼迪海峡向北航行时，航线处于格林内尔地（埃尔斯米尔岛）与一个名叫“汉斯岛”的小岛之间；不过他没有进一步解释该岛名称的由来。
以利沙·肯特·凯恩所著的《以利沙·肯特·凯恩的北极探险：第二次格林内尔探险》（1857年出版）的第317至319页最早提及了对汉斯岛的探险。因此，1853年现在经常被认为是该岛的发现和命名年份，这包括2005年7月28日丹麦驻加拿大大使在《渥太华公民报》的一封信中。
我们现在接近英格尔菲尔德船长的利特尔顿群岛，那里有好运等着我们。我们看到了许多鸭子，包括绒鸭和长尾鸭。我突然想到，通过跟踪它们的飞行，我们应该找到它们的繁殖地。这并没有什么困难，因为它们排成一列，飞向了一组岩石小岛，……一个崎岖的小的岩架，我命名为艾德岛，被聚集得如此繁茂，以至于我们几乎无法不踩巢而顺利行走……附近是一个低矮而孤立的岩架，我们称之为汉斯岛。北冰洋的鸬鹚，白鹭般的海鸥，使它成为它们独特的家园。
利特尔顿群岛位于史密斯海峡，距离格陵兰岛海岸约1（0.62英里），并位于汉斯岛以南约300（190英里）处。在围绕它和格陵兰岛的海岸有几十个小岛，以利沙·肯特·凯恩将其中一个小岛以汉斯·亨德里克的名字命名。汉斯·亨德里克是以利沙·肯特·凯恩在旅途中与他同行的格陵兰岛本地助手。而利特尔顿群岛的命名也是经以利沙·肯特·凯恩确认由爱德华·奥古斯都·英格尔菲尔德所命名。
在过去的100年，当地许多非本地语言命名的地名大多发生了改变。例如分隔埃尔斯米尔岛和北格陵兰的内尔斯海峡（以乔治·内尔斯的姓氏命名），这个名称直到1964年由丹麦王国与加拿大达成一致后才确定下来。

## 主权争议

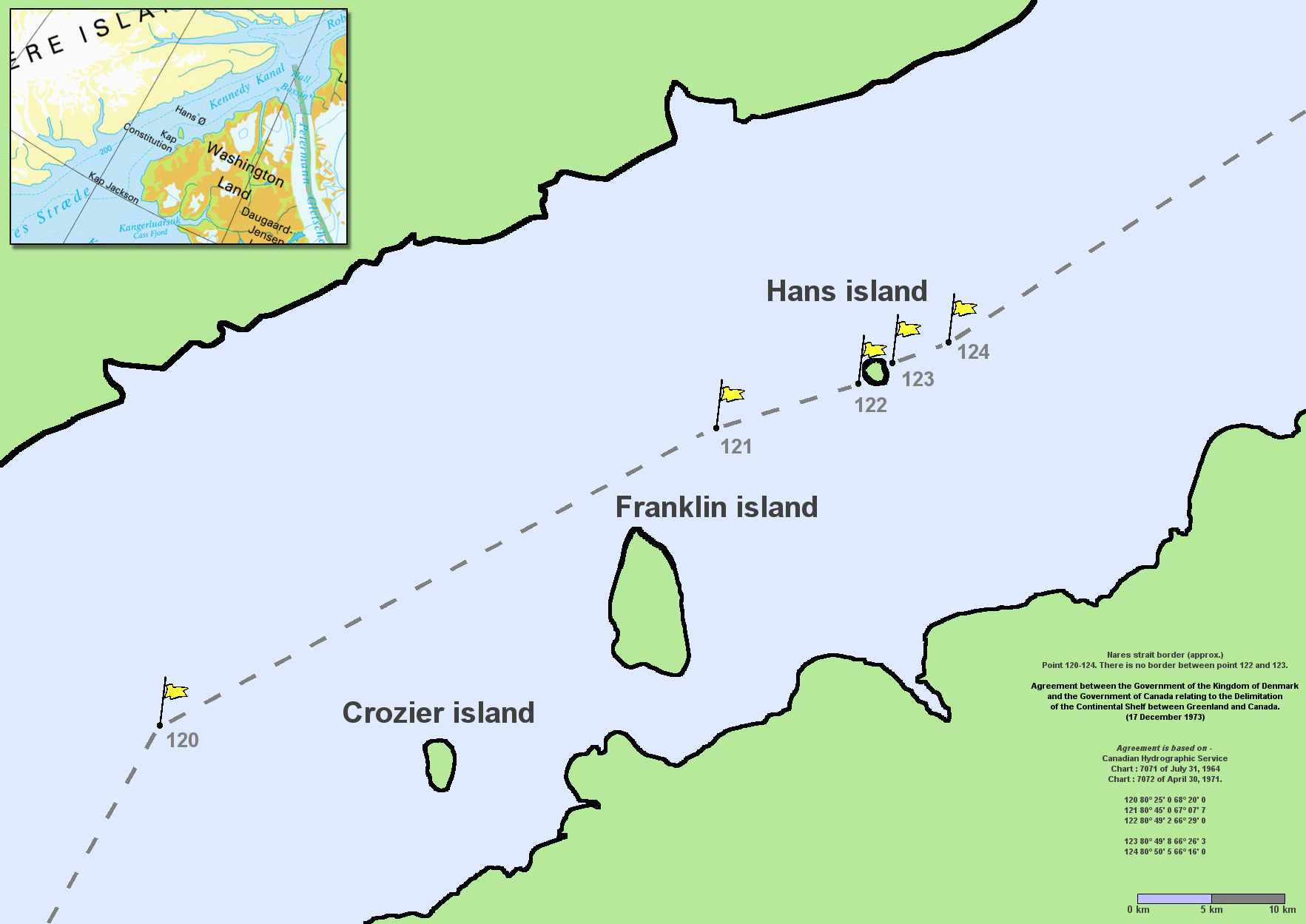
部分肯尼迪海峡地图，有标注汉斯岛所在。

有关汉斯岛的主权争议被交替称为“历史上最被动进攻的边界争端之一”和“最友好的战争”。

### 早年历史
居住在格陵兰岛北部和加拿大的因纽特人可能早在几个世纪前就已经知道汉斯岛；而即便到了19世纪中叶，欧洲人可能还不知道内尔斯海峡。目前尚不清楚的是，在格陵兰岛被北欧人居住的几个世纪里，维京人是否造访过该岛。
从1850年到1880年期间，美国和英国的探险队都曾对汉斯岛所在区域进行探险。这些探险的部分原因是为了寻找失踪的英国探险家约翰·富兰克林，而其他部分原因则是为了探寻难以捉摸的西北水道以及抵达北极点。而1920年到1923年由丹麦组织的“庆典探险（Celebration Expedition）”则精确地绘制了从约克角到丹麦峡湾的整个格陵兰岛北部海岸地区的地图。
1933年，常设国际法院宣布格陵兰的法律地位有利于丹麦。而丹麦政府继而声称，由于地质证据表明汉斯岛是格陵兰岛的一部分，因此根据这份法院裁决，汉斯岛属于丹麦王国。
自1960年代开始，国际上对于内尔斯海峡地区进行了大量调查，这其中就包括地震、冰流、测绘、考古和经济调查。加拿大的多姆石油在1980年到1983年期间对汉斯岛及其周围地区进行了调查，它们宣称调查的目的在于研究冰块的运动。

### 1972年－1973年边界协定
1972年，一个由加拿大水文局工作人员和在内尔斯海峡工作的丹麦人员联合组成了测绘小组，它们最终完成了对汉斯岛地理坐标的确定。1973年，当加拿大和丹麦就两国海上边界进行谈判时，双方都宣称汉斯岛是各自领土的一部分。最后，双方政府没有在这个问题上达成协议。
汉斯岛南部和北部的海上边界是由格陵兰政府和加拿大政府在批准并于1973年12月17日提交给联合国的大陆架条约时所确定的，并在1974年3月13日起生效。在当时，这是有史以来经谈判而确定的最长大陆架边界条约，同时也有可能是第一个由计算机完成的大陆架边界确认。
丹麦王国政府和加拿大政府决定在格陵兰岛和加拿大北极群岛之间的地区建立一条分界线，任何一方根据1958年4月29日《大陆架公约》行使其权利时都不应逾越这条分界线，以扩大其勘探和开发大陆架自然资源的主权……
条约总共列出了从戴维斯海峡到罗伯逊海峡末端（内尔斯海峡进入林肯海的分界点）间共计127个坐标点的经度和纬度，并在两点之间绘制了测地线以形成海上边界线。但是条约内并没绘制第122点（80°49′12″N 66°29′00″W / 80.82000°N 66.48333°W）到第123点（80°49′48″N 66°26′18″W / 80.83000°N 66.43833°W）之间长达1,370（0.74海里）的测地线，因为汉斯岛刚好位于这条线的中间。

### 联合治理时期
1984年，来自伊魁特的历史学家肯恩·哈珀写了一篇关于汉斯岛的文章，而这篇文章发表在格陵兰西北部卡纳克的本地报纸《努拿齐阿克新闻报》上。随后这篇文章被哥本哈根的一家丹麦语报纸及加拿大广播公司电台转载。
这篇文章是由于1983年发生在加拿大北极地区雷索卢特附近冰面上的一次邂逅而诞生。根据肯恩·哈珀的说法，他在那里遇到了一个头戴帽子的男人，而他的帽子上用加粗的大写字母写着。 哈珀遇到的这个人是多姆石油的科学家，刚刚在汉斯岛上进行了一个夏天的浮冰研究。而多姆石油早在1980年到1983年期间就对汉斯岛及周围地区进行了研究。
但与此同时，丹麦和加拿大政府正在签署关于内尔斯海峡海洋环境的合作协议；该协议最终于1983年8月26日签署并生效。该协议涉及保护加拿大和格陵兰之间海域的海洋环境，特别是防备近海油气钻探或开发及可能影响海洋环境的航运活动所造成的污染事件而所需的应急措施。
而在协议谈判时所讨论的主题之一便是是否可能就处理汉斯岛及其周围进行研究申请而达成互惠安排。虽然这部分内容没有得到双方签字确认，但时任加拿大印第安事务与北方开发部部长的约翰·门罗与时任丹麦格陵兰部部长的汤姆·赫耶姆基于共同利益而同意避免可能影响未来谈判的行为。但这些政治人物不知道的是，多姆石油此时正在岛上进行研究。
1984年，丹麦格陵兰部部长将一面丹麦国旗插上了汉斯岛并留言道“欢迎来到丹麦的岛（Velkommen til den danske ø）”。据说他还留下了一瓶白兰地酒；但是这似乎是一瓶杜松子酒。和白兰地酒相比，杜松子酒被认为是一种传统的丹麦酒精饮料。在丹麦王家海军内部，他们则普遍认为这是一瓶老丹麦人苦精酒。而作为回应，加拿大人以自己的标志、国旗及一瓶加拿大俱乐部加拿大威士忌作为回礼相赠。

### 媒体关注和谈判持续

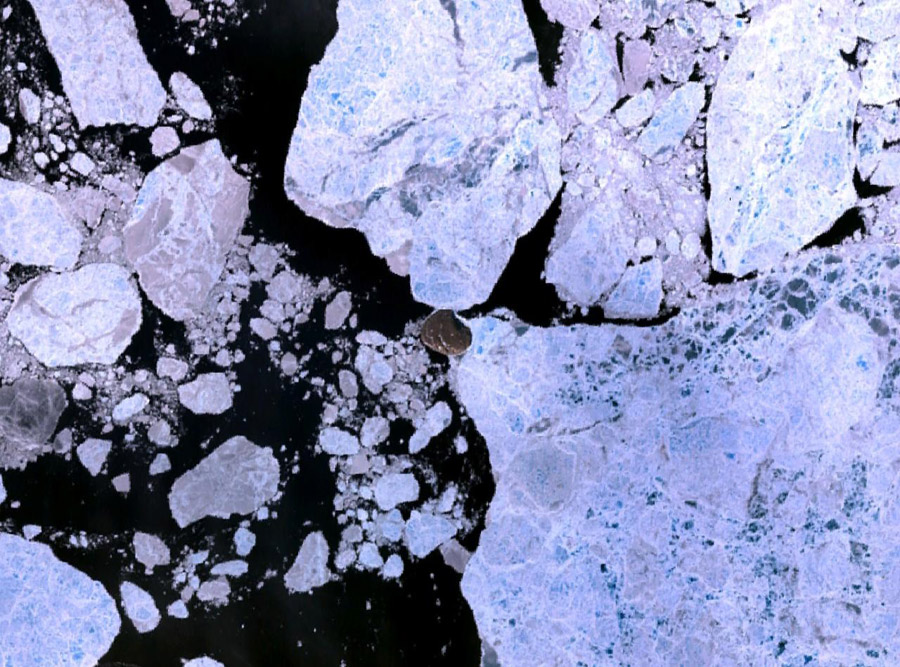
NASA陆地卫星7号所拍摄的汉斯岛天空照片。

## 流行文化
《企鹅外交》是在BBC广播四台播出的广播喜剧《约翰·芬尼莫尔的双簧戏》中的一集，并于2017年6月28日首播。该集剧情围绕一个小岛的主权争议进行展开，但是剧情被设定在南极并且争夺主权的国家是丹麦和英国。本集由约翰·芬尼莫尔编剧，并由马丁·克鲁勒斯和汤姆·古德曼-希尔主演。该集获得了2018年廷尼斯伍德奖最佳音频剧本奖。

### 脚注
1. ↑  此处单位应该是海里。因为两岛实际相距19（12英里），而其刚好等于10海里。
2. ↑  203英寻＝371（1,217英尺）
3. ↑  直译为“汉斯岛，西北地区”的意思。其中是英语的缩写，即代表加拿大西北地区。而这样的写法也代表了汉斯岛是西北地区治下岛屿，也就是主张汉斯岛主权属于加拿大。

### 出典
1. ↑  . Canadian Geographic Enterprises. 2005  [2022-06-16]. （原始内容存档于2013-01-05）.
2. ↑  Bethan McKernan. . indy100. 2015-11-03  [2022-06-16]. （原始内容存档于2022-06-21） （英语）.
3. ↑  . Nunatsiaq News. 2005-08-05  [2022-06-16]. （原始内容存档于2022-06-28） （英语）.
4. ↑  Tristin Hopper. . National Post. 2022-06-13  [2022-06-17]. （原始内容存档于2022-06-13） （英语）.
5. ↑  Christopher Stevenson. . Boston College International and Comparative Law Review (波士顿学院法学院). 2007-12-01, 30 (1): 263–275  [2022-07-07]. （原始内容存档于2022-06-17） （英语）.
6. ↑  Andrew T. H. Tan (编). . Routledge Taylor & Francis Group. 2010: 186. ISBN 9781136833434 （英语）.
7. ↑   (PDF). 联合国.   [2022-06-17]. （原始内容 (PDF)存档于2022-06-26） （英语）.
8. ↑   (PDF). 美国国务院. 1976-08-04  [2022-06-17]. （原始内容 (PDF)存档于2022-06-21）.
9. ↑  Jim Bell. . 努拿齐阿克新闻报（英语：Nunatsiaq News）. 2018-08-08  [2022-06-19]. （原始内容存档于2022-06-22） （英语）.
10. ↑  Ryan Kristiansen. . Canadian Military Journal.   [2022-06-19]. （原始内容存档于2022-06-27） （英语）.
11. ↑   (PDF). 联合国. 1983-08-26  [2022-06-20]. （原始内容 (PDF)存档于2022-01-19） （英语）.
12. ↑  Mark Walker. . 哥本哈根邮报（英语：The Copenhagen Post）. 2006-01-19  [2022-06-20]. （原始内容存档于2006-01-19） （英语）.
13. 1 2  . CBC新闻. 2005-09-20  [2022-06-20]. （原始内容存档于2007-01-27） （英语）.
14. ↑  Jeremy Bender. . 商业内幕. 2006-01-10  [2022-06-20]. （原始内容存档于2016-01-10） （英语）.
15. ↑  . British Comedy Guide.   [2022-06-17]. （原始内容存档于2022-06-21） （英语）.

### 文献
- 丹麦王国政府和加拿大政府关于格陵兰和加拿大大陆架划界的协定（附附件） （页面存档备份，存于）（1973年12月17日签署）
- 海洋界限 第72号大陆架边界：加拿大－格陵兰 （页面存档备份，存于）——美国国务院情报研究局（英语：Bureau of Intelligence and Research）发布
- 加拿大政府和丹麦王国政府关于海洋环境合作的协定 （页面存档备份，存于）（1983年8月26日签署）
- 美国海军部; 美国海军天文台. 查尔斯·亨利·戴维斯（英语：Charles Henry Davis） , 编. . 华盛顿特区: 美国政府出版局. 1876  [2022-06-17]. （原始内容存档于2022-06-21） （英语）.